# Sebastian Machowski
Sebastian Machowski, né le 18 janvier 1972, à Berlin, en Allemagne de l'Ouest, est un joueur et entraîneur allemand de basket-ball. Il évolue au poste d'ailier.

## Biographie
Le 24 juin 2021, il signe pour le club de Chalon-sur-Saône pour la saison 2021-2022 en Pro B.

## Palmarès
Joueur
- FIBA Europe Cup 2003-2004
- Coupe Korać 1995

Entraîneur
- Coupe de Pologne 2009
- Entraîneur de l'année du championnat d'Allemagne 2013